# Isoconazole
Isoconazole là thuốc kháng nấm azole và có thể ức chế vi khuẩn gram dương. Đối với nhiễm trùng bàn chân và âm đạo, isoconazole có hiệu quả tương tự như clotrimazole. Isoconazole nitrate có thể được sử dụng kết hợp với corticosteroid Diflucortolone để tăng khả dụng sinh học của nó.
Nó đã được cấp bằng sáng chế vào năm 1968 và được chấp thuận cho sử dụng y tế vào năm 1979.